# Xystrologa grenadella
Xystrologa grenadella är en fjärilsart som beskrevs av Walsingham 1897. Xystrologa grenadella ingår i släktet Xystrologa och familjen äkta malar.
Artens utbredningsområde är Grenada. Inga underarter finns listade i Catalogue of Life.